# Sertãozinho, Paraíba
Sertãozinho este un oraș în Paraíba (PB), Brazilia.